# Déjà Vu (álbum de Giorgio Moroder)
Déjà Vu é o décimo sexto álbum de estúdio do produtor de música eletrônica Giorgio Moroder. O seu lançamento ocorreu em 17 de junho de 2015, através da RCA Records. O álbum conta com colaborações de diversos artistas, sendo eles: Kylie Minogue, Britney Spears, Kelis, Sia, Charli XCX, Mikky Ekko, Foxes e Matthew Koma, entre outros. O primeiro single do álbum, "Right Here, Right Now", foi lançado em 20 de janeiro de 2015.

## Lista de faixas
| Edição padrão  |                                             |                                                                                              |                                             |         |  |
| N.º            | Título                                      | Compositor(es)                                                                               | Produtor(es)                                | Duração |  |
| 1.             | "4 U with Love"                             | Giorgio Moroder                                                                              | Moroder                                     | 2:36    |  |
| 2.             | "Déjà Vu" (com Sia)                         | Sia Furler Moroder                                                                           | Moroder Michael "Smidi" Smith               | 3:20    |  |
| 3.             | "Diamonds" (com Charli XCX)                 | Charlotte Emma Aitchison Joakim Åhlund                                                       | Moroder Åhlund                              | 3:31    |  |
| 4.             | "Don't Let Go" (com Mikky Ekko)             | Ekko Fraser T Smith                                                                          | Moroder Patrick Jordan-Patrikios            | 4:29    |  |
| 5.             | "Right Here, Right Now" (com Kylie Minogue) | Moroder Jordan-Patrikios Karen Poole David Etherington                                       | Moroder Roman Lüth Jordan-Patrikios         | 3:30    |  |
| 6.             | "Tempted" (com Matthew Koma)                | Moroder Koma Raney Shockne Jordan-Patrikios Scribz Riley Jean-Yves "Jeeve" Ducornet Dan Book | Moroder Shockne Jeeve                       | 3:21    |  |
| 7.             | "74 Is the New 24"                          | Moroder                                                                                      | Moroder Lüth                                | 4:02    |  |
| 8.             | "Tom's Diner" (com Britney Spears)          | Suzanne Vega                                                                                 | Shockne Jeeve Jordan-Patrikios Emily Wright | 3:32    |  |
| 9.             | "Wildstar" (com Foxes)                      | Moroder Louisa Rose Allen Joel Pott Raney Shockne Ducornet Jordan-Patrikios                  | Shockne Jeeve                               | 3:47    |  |
| 10.            | "Back and Forth" (com Kelis)                | Kelis Rogers Moroder                                                                         | Moroder                                     | 3:04    |  |
| 11.            | "I Do This for You" (featuring Marlene)     | Moroder Marlene Strand Elof Loelv Oskar Sikow Victor Holmberg                                | Moroder Sikow                               | 3:23    |  |
| 12.            | "La Disco"                                  | Moroder                                                                                      | Moroder                                     | 3:33    |  |
| Duração total: | Duração total:                              | Duração total:                                                                               | Duração total:                              | 42:08   |  |

## Desempenho nas tabelas musicais

### Posições
| Tabela musical (2015)                  | Melhor posição |
| -------------------------------------- | -------------- |
| Austrália (ARIA)                       | 23             |
| Áustria (Ö3 Austria Top 40)            | 72             |
| Bélgica (Ultratop Flandres)            | 52             |
| Bélgica (Ultratop Valônia)             | 83             |
| Países Baixos (Dutch Charts)           | 50             |
| França (SNEP)                          | 127            |
| Alemanha (Offizielle Deutsche Charts)  | 31             |
| Irlanda (IRMA)                         | 38             |
| Itália (FIMI)                          | 18             |
| Japão (Oricon)                         | 53             |
| Escócia (Official Scottish Albums)     | 35             |
| Espanha (PROMUSICAE)                   | 96             |
| Suíça (Schweizer Hitparade)            | 22             |
| Reino Unido (UK Albums Chart)          | 30             |
| Estados Unidos (Billboard 200)         | 72             |
| Estados Unidos (Digital Albums)        | 22             |
| Estados Unidos (Top Tastemaker Albums) | 24             |